# الكويت في الألعاب البارالمبية الصيفية 2016
شاركت الكويت في دورة الألعاب البارالمبية الصيفية 2016 في ريو دي جانيرو، البرازيل، التي أقيمت من 7 إلى 18 سبتمبر 2016. لعب الفريق البارالمبي الكويتي تحت علمه الوطني على الرغم من تعليق مشاركة الفريق الأولمبي من قبل اللجنة الأولمبية الدولية.

## تصنيفات الإعاقة
تُصنف إعاقة كل مشارك في الألعاب البارالمبية إلى واحدة من الفئات الخمس للإعاقة؛ البتر قد تكون الحالة خلقية أو ناجمة عن إصابة أو مرض. الشلل الدماغي؛ رياضيو الكراسي المتحركة وفي هذه الفئة غالبًا ما يكون هناك تداخل بينها والفئات الأخرى. ضعف البصر بما في ذلك العمى، آخرون وهذا التصنيف خاص بأي إعاقة جسدية لا تندرج بدقة ضمن إحدى الفئات الأخرى، على سبيل المثال التقزم أو التصلب المتعدد.  ولكل رياضة بارالمبية تصنيفاتها الخاصة، والتي تعتمد على المتطلبات البدنية المحددة للمنافسة. يُعطى للمسابقات رمزًا مكونًا من أرقام وحروف، يصف نوع المسابقة وتصنيف الرياضيين المتنافسين. تقسم بعض الرياضات، مثل ألعاب القوى الرياضيين حسب فئة وشدة إعاقتهم، بينما تجمع رياضات أخرى، مثل السباحة المتنافسين من فئات مختلفة معًا، ويكون الفرق/الاختلاف الوحيد يستند إلى شدة الإعاقة. 

## الحائزون على الميداليات
| ميدالية | اسم          | رياضة       | حدث              | تاريخ     |
| ------- | ------------ | ----------- | ---------------- | --------- |
| ذهبية   | أحمد المطيري | ألعاب القوى | 100 متر رجال T33 | 10 سبتمبر |

## ألعاب القوى
سباقات المضمار للرجال
| رياضي        | الأحداث        | حرارة   | حرارة | أخير    | أخير    |
| رياضي        | الأحداث        | وقت     | رتبة  | وقت     | رتبة    |
| ------------ | -------------- | ------- | ----- | ------- | ------- |
| أحمد المطيري | 100 متر T33    | —       | —     | 16.61   | الأول   |
| ناصر صالح    | 100 متر T33    | —       | —     | 21.22   | 5       |
| حمد العدواني | 100 متر T53    | 15.97   | 5     | لا تقدم | لا تقدم |
| حمد العدواني | 400 متر T53    | 52.97   | 6     | لا تقدم | لا تقدم |
| حمد العدواني | 800 متر T52-53 | 1:43.69 | 5 س   | 1:50.62 | 8       |

ملعب الرجال
| رياضي         | الأحداث       | نتيجة | رتبة |
| ------------- | ------------- | ----- | ---- |
| محمد ناصر     | دفع الجلة ف32 | 7.67  | 7    |
| عبدالله السيف | دفع الجلة F40 | 6.75  | 10   |

## الرماية
أرسلت الكويت رُماة للمشاركة في كأس العالم للرماية لذوي الاحتياجات الخاصة لعام 2015 الذي نظمه الاتحاد الدولي لرِماية ذوي الاحتياجات الخاصة (IPC) في أوسييك، كرواتيا، حيث كان التأهل المباشر لريو متاحًا. وقد حصلت الكويت على مقعد تأهيلي في هذه المسابقة بناءً على أداء عاطف الدوسري في مسابقة R4 - بندقية هوائية 10 أمتار وقوفاً في مسابقة SH2 المختلطة. 
| رياضي        | حدث                                               | مؤهل  | مؤهل | أخير  | أخير |
| رياضي        | حدث                                               | نتيجة | رتبة | نتيجة | رتبة |
| ------------ | ------------------------------------------------- | ----- | ---- | ----- | ---- |
| عاطف الدوسري | بندقية هوائية مختلطة 10 متر وقوفا SH2             | 630.8 | 6 س  | 124.9 | 6    |
| عاطف الدوسري | بندقية هوائية مختلطة 10 متر في وضعية الانبطاح SH2 | 634.1 | 7 س  | 146.5 | 5    |